# Witkowo
Witkowo è un comune urbano-rurale polacco del distretto di Gniezno, nel voivodato della Grande Polonia.
Ricopre una superficie di 184,4 km² e nel 2007 contava 13 372 abitanti.